# NGC 7071
NGC 7071 је група звезда у сазвежђу Лабуд која се налази на NGC листи објеката дубоког неба.
Деклинација објекта је + 47° 55' 22" а ректасцензија 21h 26m 40,0s. Привидна величина (магнитуда) објекта NGC 7071 износи 12,4.